# Mubina Niyazova
Mubina Niyazova, född 1895, död 1981, var en kazakisk tandläkare och politiker.  Hon blev 1917 Kazakstans tredje kvinnliga läkare och första kvinnliga tandläkare. 
1912-1915 tog han examen från Astrakhan Gymnasium och 1917 från Tandläkarfakulteten vid Saratov Medical School. Hon arbetade 1918-1920 som tandläkare i det första kazakiska kavalleriregementet i Horde. 
Mubina och Mirakhmet Niyazov deltog aktivt i upprättandet av sovjetmakten i Bokey-provinsen. De blev medlemmar i Bokey Provincial Executive Committee. Tillsammans var de 1920 delegater till den första kongressen i Bokey Provincial Council. Hon höll olika konferenser för kvinnor, där hon tog upp frågor som vikten av utbildning, kvinnors hygien, mödra- och barnhälsa. Mubina Niyazova arbetade som läkare i Horde 1920-1925, och 1925 vände hon sig till juridik. Den behandlade särskilt fall av kränkningar av kvinnors rättigheter. Hon var representant för kvinnor vid folkdomstolen tillsammans med Maria Polyakova i händelse av brott mot den sovjetiska lagen om kvinnor. 
Från 1925 till 1928 arbetade han vid åklagarmyndigheten i Uralsk provins. 1928 Kazakisk SSR nr. blev ledamot av rätten. 1932 - 36 Chef för avdelningen för mödra- och barnhälsa i Shymkent-regionen och den republikanska folkhälsokommittén. 1937 utsågs han till direktör för obstetriska skolan i Almaty
Under den stora utrensningen 1937 fängslades hon i flera år. 
Från 1944 till 1955 arbetade hon på olika medicinska institutioner i Almaty. Hon var också medlem av Högsta Sovjets presidium från 1966 till 1969. Hon dog 1981 i Almaty.